# Çorovodë
Çorovodë également écrit Corovoda est une ville d'Albanie, capitale du district de Skrapar, d'une population de 7 000 habitants. Le nom de la ville, "Corovoda" vient du bulgare, et signifie "Eau Noire". Le fleuve d'Osumi traverse la ville et est à l'origine du creusement d'une caverne, connue sous le nom de "Pirogosh". La légende veut que son nom provienne de deux rois, Piro et Goshi.